# コンサメーション
『コンサメーション』 (Consummation) は、サド・ジョーンズ / メル・ルイス・ジャズ・オーケストラのアルバムである。

## 収録曲
1. デディケイション - "Dedication" - 5分13秒
2. イット・オンリー・ハップンズ・エブリー・タイム - "It Only Happens Every Time" - 3分7秒
3. ティップトウ - "Tiptoe" - 6分42秒
4. ア・チャイルド・イズ・ボーン - "A Child Is Born" - 4分9秒
5. アス - "Us" - 3分37秒
6. アハンク・アハンク - "Ahunk Ahunk" - 7分57秒
7. フィンガーズ - "Fingers" - 10分38秒
8. コンサメーション - "Consummation" - 5分9秒

## 演奏メンバー
- サド・ジョーンズ - フリューゲルホルン
- スヌーキー・ヤング（英語版） - トランペット
- ダニー・ムーア (Danny Moore) - トランペット
- アル・ポルチーノ（英語版） - トランペット
- マーヴィン・スタム（英語版） - トランペット
- エディ・バート（英語版） - トロンボーン
- ベニー・パウエル (Benny Powell) - トロンボーン
- ジミー・ネッパー - トロンボーン
- クリフ・ヘザー (Cliff Heather) - トロンボーン
- ジェローム・リチャードソン - ソプラノサックス、アルトサックス、フルート、アルトフルート
- ジェリー・ダジオン（英語版） - アルトサックス、クラリネット、フルート、アルトフルート
- ビリー・ハーパー - テナーサックス、フルート
- エディ・ダニエルズ - テナーサックス、クラリネット、フルート
- リッチー・カミューカ - バリトンサックス（トラック1、2、3、5、8）、クラリネット
- ペッパー・アダムス - バリトンサックス（トラック4、6）
- ジョー・ファレル - バリトンサックス（トラック7）
- ローランド・ハナ - ピアノ、電気ピアノ
- リチャード・デイヴィス（英語版） - ベース、電気ベース
- メル・ルイス - ドラム
- ジミー・バフィントン（英語版） - ホルン（トラック1、8）
- アール・チェイピン (Earl Chapin) - ホルン（トラック1、8）
- ディック・バーグ (DIck Berg) - ホルン（トラック1、8）
- ジュリアス・ワトキンス - ホルン（トラック1、8）
- ホワード・ジョンソン - チューバ（トラック1、8）
- デヴィッド・スピノザ - ギター（トラック5、6）